# Остерський краєзнавчий музей
Остерський краєзнавчий музей — міський краєзнавчий музей у місті Острі Чернігівського району на Чернігівщині; один з найстаріших краєзнавчих музеїв області; значне зібрання матеріалів та предметів з минулого, природи та культури міста і краю, про визначних персоналій, пов'язаних з Остерщиною.
Вартість квитка — 15 грн.
Графік роботи з 8.00 — 16.00.
Фонд — понад 16 000 експонатів.
Вихідний день: понеділок, вівторок.

## Загальні дані
Остерський краєзнавчий музей міститься у ошатній двоповерховій історичній садибі за адресою:
вул. Татарівська, буд. 30, м. Остер—17044 (Чернігівський район, Чернігівська область, Україна).

Камін роботи Бобруйка

Будинок, розташований у мальовничому урочищі Солонинівщина, споруджено 1898 року. Тут збереглися кахляні груби та камін роботи місцевого майстра Михайла Бобруйка. І сам будинок, його обстанова та окремі предмети колишнього власника є складовою сучасної музейної експозиції.
Директор закладу — Андрій Петрович Мисливець

## Історія закладу
В 1908 році рішенням Остерської земської управи був заснований «Шкільний музей наочних посібників». Музей повинен був показувати вчителям зразки наочних посібників, знайомити їх з прикладами виготовлення посібників своїми силами. Експозиції планували поділити на розділи, базуючись на основні предмети, які вивчались в початкових школах царської імперії: російська історія, географія, фізика, геологія, мінералогія, ботаніка, зоологія, математика, технічне виробництво, садівництво, городництво, сільське господарство, шкільна гігієна, Закон божий. Відтак, упродовж 1908—10 років збиралися й закуплялися наочні посібники та інвентар для музею.
Тривалим був процес добору музейного приміщення, і нарешті в жовтні 1912 року музей у Острі було відкрито в приміщенні земської бібліотеки.
1919 року почав діяти Остерський педагогічний технікум, де був заснований педагогічний музей. Він мав 3 відділи: історико-археологічний, місцевої природи і педагогіки. Директор технікуму А. Г. Розанов усвідомлював, що музей необхідно розширювати, відкривати нові експозиції, які б зберігали краєзнавчі матеріали. Саме йому належить ідея об'єднання двох діючих на той час музеїв у місті та подальше значне розширення закладу.
Значною подією культурного життя Остра також стало розміщення тоді ж (у травні 1919 року) музейної експозиції в особняку, який подарував місту в довічне володіння для культурно-освітньої установи генерал-лейтенант В. К. Солонина, спадкоємець козацької старшини. Відтоді власне розпочинається систематична робота з вивчення Остерщини.
Від 1924 року музей став краєзнавчим, діставши назву Музей Остерщини, в якому зібрана історична та природознавча колекції.
Анатолій Григорович Розанов зробив великий внесок в розвиток історії Остерського краю. При ньому були організовані метеорологічна і гідробіологічна станція, станції лугівництва і лікарських рослин, Остерське наукове товариство краєзнавства (1924).
В довоєнних фондах Остерського музею нараховувалися кілька тисяч унікальних експонатів, але під час окупації району німецько-фашистськими загарбниками під час II Світової війни (1941—43) вони були частково розграбовані.
Після звільнення Остра 22 вересня 1943 року, завдяки титанічним зусиллям директора музею О. В. Бузуна, вже 28 вересня 1943 року музей відновив роботу. В експозиції були виставлені залишки археологічних експонатів, військова гармата XVII століття.

Меморіальна дошка на фасаді.

У повоєнний час фактично створено нову експозицію Остерського краєзнавчого музею. Значний внесок у цю справу зробив відомий мистецтвознавець професор В. М. Зуммер (1885—1970), який у 1952—56 роках працював у музеї.
Від 1965 року Остерський краєзнавчий музей — філіал Чернігівського історичного музею. Згодом — самостійний заклад культури.
1998 року на фасадній стіні музею коштом Чернігівської обласної газети «Гарт» встановлено меморіальну дошку — в пам'ять про В. К. Солонину.
Нині (2000-ні) Остерський краєзнавчий музей — значний культурний і науково-дослідницький осередок Остра та Чернігівщини, — на базі музею проводяться науково-краєзнавчі конференції, співробітники закладу готують до друку різноманітні матеріали з остерського краєзнавства (наприклад, дослідження Олександра Бузуна «Історія Остерщини»).

## Фонди та експозиція
У теперішній час в Остерському краєзнавчому музеї зберігається понад 16 тисяч експонатів, які відображають історію Козелецького району від давнини до сучасності, відкривають красу і багатство природи Придесення.

Зала Мішші Сеспеля в Остерському музеї

Експозицію розміщено в 9 залах старовинного будинку. Загалом музейне зібрання має такі відділи:
- природа — відносно нова експозиція, що висвітлює природні багатства Козелеччини; її художньо оформили Ю. В. Кисличенко та С. Ю. Кисличенко;
- історія — експозиція розкриває історичний розвиток Остра та краю від давнини до сьогодення;
- фонди;
- виставковий зал — тут відбуваються зустрічі, виставки, присвячені відомим діячам культури, чия творчість пов'язана з Остерським краєм.

У музеї в окремій меморіальній залі знаходяться архівні матеріали, пов'язані з останніми роками життя і діяльності засновника чуваської поезії Мішші Сеспеля (Михайла Кузьмича Кузьміна, 1899—1922), могила якого — в місті Острі.

## Виноски
1. ↑  Остерський краєзнавчий музей на www.prostir.museum («Музейний простір України»)
2. ↑  Остерський краєзнавчий музей (інформаційний буклет), К.: «Слово», 2008 (?)